# تنگه هادسن

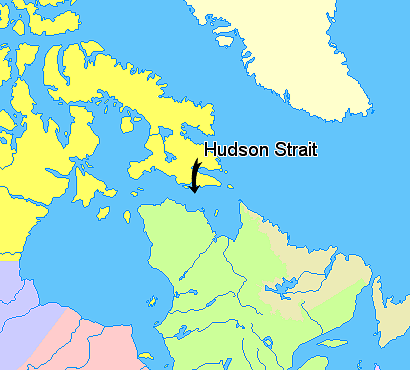
موقعیت تنگهٔ هادسون

تنگه هادسِن (که در فارسی اشتباهاً تنگه هودسن هم نوشته شده) (به انگلیسی: Hudson Strait) واقع در آمریکای شمالی، زبانه‌ای از آب‌های اقیانوس اطلس است که مابین جزیره بافین (نوناووت) و کرانه‌های شمالی کبک در کانادا واقع شده و خلیج هادسن را به دریای لابرادور متصل می‌سازد. این تنگه پیرامون ۸۰۰ کیلومتر طول و بین ۶۵ تا ۲۴۰ کیلومتر عرض داشته و حداکثر ژرفای آن به ۹۴۲ متر می‌رسد. جزیره‌های سالیسبوری و ناتینگهام در ورودی این تنگه از سمت خلیج هادسون واقعند و جزیره‌های رزولوشن و اِجل در ورودی شرقی تنگهٔ هادسون از سمت دریای لابرادور قرار دارند. کشتیرانی در آب‌های آن در اواخر تابستان و اوایل پاییز امکان‌پذیر است و تنها یخ‌شکن‌ها می‌توانند در تمامی طول سال در این گذرگاه به تردد بپردازند.
بخشی از تنگهٔ هادسن در سال ۱۵۷۸ مورد کاوش سر مارتین فوربیشر، دریانورد انگلیسی قرار گرفت اما دیگر مکتشف انگلیسی به‌نام هنری هادسون آنرا به‌طور کامل در سال ۱۶۱۰ گشت و پس از آن این مسیر به یکی از راه‌های اصلی کشتی‌های شرکت هادسنز بی بدل گردید.